# Melanolophia consimilaria
Melanolophia consimilaria är en fjärilsart som beskrevs av Walker 1860. Melanolophia consimilaria ingår i släktet Melanolophia och familjen mätare. Inga underarter finns listade i Catalogue of Life.